# Monsieur le maréchal
Pour plus de détails, voir Fiche technique et Distribution.
Monsieur le maréchal est un film français réalisé en 1931 par Karel Lamač. Ce dernier tourne aussi une version en allemand intitulée « Der falsche Feldmarschall ».
Monsieur le maréchal est également un livre écrit par Louis Neute, et publié aux Editions de l'école de guerre en mars 2020. Le livre retrace le parcours militaire de Philippe Pétain de 1878 à 1939. L'auteur analyse sans passion et avec objectivité la part de responsabilité militaire de Pétain dans l'impréparation de l'armée française à la veille du choc de 1940, alors que cette armée était, en grande partie grâce à lui, la première du monde en 1918. 

## Fiche technique
- Réalisation :  Karel Lamač (comme Carl Lamac), assisté de Lothar Wolff
- Scénario : Richard Arvay et Wenzel Wasserman, d'après la pièce de théâtre de Emil-Artur Longen[1] intitulée K. und K. Feldmarschal
- Adaptation/ dialogue : René Pujol
- Photographie : Otto Heller
- Montage : Lothar Wolff
- Musique : Jara Beneš
- Société de production : Standard Films
- Pays d'origine :  France
- Format :  Noir et blanc - 1,37:1 - 35 mm - son mono
- Genre : Comédie
- Durée : 80 minutes
- Date de sortie : 
  - France - 30 octobre 1931

## Distribution
- Fernand René - Le capitaine Tardivot
- Hélène Robert - Lily
- Anthony Gildès - Le colonel
- Edith Méra - Titine
- Daniel Lecourtois - Le lieutenant Tradivot
- Charles Camus - Le maréchal
- Gaston Orbal - L'ordonnance
- Paul Marthès - Janning
- Jeanne Bernard - La colonelle
- Inka Krymer